# Siena Football Club
El Siena Football Club es un club de fútbol de Italia, con sede en Siena, en Toscana. Fue fundado en 1904 y refundado en varias oportunidades. Compite en la Serie D, cuarta categoría del fútbol italiano.

## Historia

### Los primeros años
En el año 1904, unos afiliados a la Società Sportiva Mens Sana In Corpore Sano (Sociedad Deportiva Mente Sana en Cuerpo Sano), se separan formando una nueva, la Società Studio e Divertimento (Sociedad de Estudio y Divertimento), adoptando los colores blanco y negro del escudo de la ciudad de Siena. Esta nueva sociedad se dedicaba mayormente a actividades como el ciclismo, la caminata, el levantamiento de pesas, y no es hasta 1908 cuando empiezan a practicar el fútbol; este nuevo equipo de balompié adopta el nombre de Società Sportiva Robur (Robur es el nombre con que los seneses conocerán al equipo para distinguirlo de Mens Sana y Virtus, los grandes equipos de básquet de la ciudad).
El primer campeonato en que participa la Robur es el de 1920-21, en el torneo toscano, en el que lograrían un resonado éxito. Para el campeonato de Serie C de 1933-1934, se decide cambiar el nombre al de Associazione Calcio Siena y en un partido contra la Reggiana que acabó 7-0, los seneses logran la promoción a la Serie B. Desde este momento se presentan múltiples cambios de categoría, descendiendo a la C y volviendo a la B.
A partir de los 90 la meta del equipo era llegar a la máxima división, tal y como por fin sucedió en 1999, tras casi 50 años, de la mano de los grandes ídolos de la Robur como Michele Mignani, Stéfano Argilli, Gil Voria, quienes, entre otros, logran el ascenso a la Serie B. La primera temporada de vuelta en la Serie B fue tranquila, pero en la temporada 2001-2002, el A.C. Siena sufrió un duro revés cuando estuvieron a punto de descender nuevamente; el presidente Paolo de Luca y el entrenador Giuseppe Papadopulo fueron duramente cuestionados, pero milagrosamente el técnico pisano logró salvar a la Robur en las jornadas finales.

### Serie A
La temporada 2002-2003 es de oro para el Siena. La Robur, con Papadopulo aún como Director Técnico, el valioso aporte del experimentado arquero Giuseppe Taglialatela, los zagueros Mignani, Davide Mandelli; en el centro del campo, con Vincenzo Riccio, el aún desconocido Rodrigo Taddei; y un ataque conformado por Simone Tiribocchi, Pinga, Raffaele Rubino entre otros, lograron formar un grupo muy sólido que logró conseguir el ansiado sueño: la clasificación para la Serie A.
En agosto del 2003, contando con renombrados jugadores como Enrico Chiesa, el noruego Tore André Flo y Nicola Ventola, juega su primer partido en Serie A, ante el Peruggia, obteniendo un empate 2-2 nada malo; convirtiéndose el tanto del defensor Andrea Ardito el primero de la Robur en la máxima categoría. Esta primera temporada, el Siena acabó tranquilo, sin preocupaciones por el descenso.
En la temporada 2004/05, el Siena se salva del descenso por solo un punto, gracias a su victoria en la última jornada ante el Atalanta, un final de infarto muy celebrado por los hinchas bianconeri.
En la temporada 2005/06, el Siena obtiene su salvación a dos jornadas del final, gracias a la extraordinaria labor del veterano Enrico Chiesa.
La temporada 2009/10 El Siena baja a Serie B tras encadenar una serie de malos resultados, aunque la temporada siguiente consigue ascender a la Serie A después de haber quedado segundo en la Serie B.
La temporada 2012/13 El AC Siena sufre una penalización de -6 puntos lo cual, junto con malos resultados, determina su segundo descenso a la Serie B.

### Descenso, refundación y actualidad
Ya en Serie B, a pesar de sufrir una quita de 8 puntos por sus problemas económicos, el Siena logra un 9.º puesto, quedando a un punto del último que ingresa a los play-offs para el 3.º ascenso a la Serie A. Sin embargo el 15 de julio de 2014 el club se declara en bancarrota.
A pesar de esto el equipo se refundó como Robur Siena Società Sportiva Dilettantistica y se inscribió a participar en la Serie D (4.ª división de Italia). El actual plantel está formado en su mayoría por juveniles y la experiencia del veterano mediocampista Simone Vergassola quien llevaba 10 años en el club. En enero del 2015 regreso al club el veterano central Daniele Portanova. Al finalizar la temporada, el club logra el ascenso a la Lega Pro tras ganar su grupo y coronarse campeón en las eliminatorias finales.

### Intento de ascenso a la Serie B
En la temporada 2017/18, el Siena tenía en mente volver al fútbol profesional. En su grupo llegó a ponerse como líder sacándole 2 puntos al Livorno a falta de 2 jornadas para el final, pero un pinchazo en la penúltima jornada lo dejó como 2 teniendo que jugar el camino largo. Tras pasar los cuartos y las semifinales, llegó a la final como favorito pero al final perdió 3-1 contra el Nuova Cosenza quedándose otra temporada más en la Serie C.

## Himno
El himno oficial del Siena es Su Forza Siena de Franco Baldi. Otros himnos históricos de la ciudad, como el Canto della Verbena y la Marcha del Palio, suelen ser cantados por los aficionados locales durante los partidos.

## Palmarés

### Torneos nacionales
- Serie B (1): 2002-03

### Torneos interregionales
- Supercopa de la Serie C (1): 2000
- Prima Divisione (1): 1934-35 (Grupo F)
- Serie C (1): 1937-38 (Grupo D)
- Serie C1 (1): 1999-00 (Grupo A)
- Serie C2 (3): 1981-82 (Grupo C), 1984-85 (Grupo A), 1989-90 (Grupo A)
- IV Serie (2): 1954-55 (Grupo E), 1955-56 (Grupo E)
- Serie D (2): 1975-76 (Grupo E), 2014-15 (Grupo E)

### Torneos regionales
- Promozione (1): 1921-22 (Grupo C)
- Terza Divisione (1): 1926-27 (Grupo B)
- Eccellenza Toscana (1): 2023-24 (Grupo B)